# إيفان فيرنر
إيفان فيرنر (بالكرواتية: Ivan Werner)‏ هو سياسي كرواتي، ولد في 18 يونيو 1887 في زغرب في كرواتيا، وتوفي بنفس المكان في 26 يونيو 1944. حزبياً، نشط في أوستاشا.